# 12915 Rinoliver
12915 Rinoliver è un asteroide della fascia principale. Scoperto nel 1998, presenta un'orbita caratterizzata da un semiasse maggiore pari a 2,6387511 au e da un'eccentricità di 0,1622481, inclinata di 1,40829° rispetto all'eclittica.